# 張耀榮
張耀榮（1931年—2014年3月25日），出生於廣東順德，香港商人，有香港「演唱會之父」之稱。

## 簡介
張耀榮13歲時跟母親避戰亂逃到香港。張耀榮早年在紗織廠工作，因了解到紗織廠需要大量貨車運貨，因而買入二手貨車做起運輸生意，後來知道填海工程需要大量運泥車，再大筆投資購入運泥車，從此開始踏足建築業。  
以建築業起家的張耀榮，早年曾與長江實業合辦工程，80年代註冊為承建商。張耀榮可以說是香港流行音樂的推動者，幕後功臣，也被人尊稱香港「演唱會之父」，因為他是第一位在紅磡香港體育館主辦演唱會的投資者，也是香港主辦最多演唱會的主辦商。1976年於尖沙咀海洋中心開設海洋皇宮大酒樓夜總會，佔地4萬平方呎，其偌大的室內空間足以讓歌手登台之餘，也能容納現場樂隊，因此當時不少酒廊歌手，當紅藝人甚至是天王巨星也曾駕臨獻唱。隨著經濟轉型，海洋皇宮終在2005年4月17日後結業。1982年，張耀榮成為東華三院總理，翌年成立耀榮娛樂有限公司專責承辦演唱會。1984年，因為幫東華三院籌款而在香港體育館舉辦籌款晚會，自此吸引譚詠麟、梅艷芳、甄妮等一眾巨星於紅館開演唱會，並搞得有聲有色。
張耀榮曾經合作的藝人有譚詠麟、林子祥、張國榮、王傑、張學友、刘德华、黎明、郭富城、谢霆锋、王菲、關正傑、甄妮、鄭少秋、雛鳳鳴、陳慧琳、梁詠琪、鄭秀文、徐小鳳、 古巨基、容祖兒、周杰倫、蔡依林、五月天、SHE等。
2014年3月25日上午3時，在九龍塘和域道住所昏迷，送廣華醫院後證實不治，享年82歲，隨後於4月20日出殯，張學友、郭富城及林子祥等為其扶靈。容祖兒更為了紀念張耀榮而特別錄製了一首榮耀娛樂來獻給張耀榮。

## 積極參與賽馬活動
張耀榮和兒子張永康、張永強是香港賽馬會會員，曾經擁有名下馬匹威特利、玉皇大帝、娛樂之星（SUPER MUSIC）、娛樂之皇、娛樂之寶、娛樂之霸、娛樂福星、娛樂之星（CONCERT STAR）；此外，女婿鄧偉業亦是履皇朝、娛樂履程、步履娛飛、贏你一步的馬主。

## 外部連結
- 張耀榮在互联网电影资料库（IMDb）上的資料（英文）（英文）
- 張耀榮在香港影庫上的簡介